# Fírúz Alízade
Fírúz Alízade (* 30. října 1946 – září 2005 Íránšahr) byl íránský zápasník.

## Sportovní kariéra
Zápasení se věnoval od útlého dětství. V roce 1968 se nedostal do íránského volnostylařského týmu startujícího na olympijských hrách v Mexiku. Od roku 1969 proto startoval ve stylu řecko-římském. V témže roce se stal prvním a na dlouhých 32 let jediným íránským mistrem světa v tomto v Íránu opomíjeném olympijském zápasnickém stylu.
V roce 1972 startoval na olympijských hrách v Mnichově ve váze do 57 kg. V úvodním kole se však v zápase s Japoncem Ikueiem Jamamotem zranil a do druhého kola nenastoupil.
Koncem léta 2005 měl nehodu na motorce, při které si zlomil stehenní kost a pánev. V nemocnici Íránšahru mu neposkytli adekvátní péči, protože neměl správné pojištění. Zemřel po několika dnech na následky plicní embolie. Případ vzbudil svého času u veřejnosti odezvu a média se k případu pravidelně vrací při podobné události zanedbání péče o pacienta.

## Výsledky
| Turnaj            | 1969 | 1970 | 1971 | 1972 |
| Turnaj            | 23   | 24   | 25   | 26   |
| Turnaj            | -52  |      |      | -57  |
| ----------------- | ---- | ---- | ---- | ---- |
| Olympijské hry    |      |      |      | úč.  |
| Mistrovství světa | 1.   | ?    | ?    |      |